# Zintlovy fáze
Zintlovy fáze jsou produkty reakcí mezi alkalickými kovy nebo kovy alkalických zemin a těžkými kovy 13. až 16. skupiny. Pojmenovány byly po německém chemikovi Eduardu Zintlovi, který je objevil ve třicátých letech 20. století. Termín Zintlovy fáze byl poprvé použit v roce 1941.
Při vzniku těchto fází dochází ke zmenšování objemu atomů, což lze vysvětlit vznikem kationtů. Zintl navrhl, že dochází k úplnému přenosu elektronů z elektropozitivnějšího kovu na anion tvořený klastrem z p-prvku. Struktura aniontu by měla být podobná izoelektronovému prvku.
Zintlovy fáze splňují následující pravidla:
1. Obsahují alkalický kov nebo kov alkalických zemin a kovový nebo polokovový p-prvek.
2. Jsou elektronově vyrovnané.
3. Vytvářejí homogenní, stechiometrické fáze.
4. Jsou to polovodiče nebo špatné vodiče.
5. Jsou diamagnetické, příp. vykazují slabý, teplotně nezávislý paramagnetismus.
6. Jsou křehké.

## Polyanionty
Zintlovy fáze jsou polyaniontové sloučeniny, jejich strukturu můžeme popsat přenosem elektronu z elektropozitivnějšího kovu na elektronegativnější prvek. Tím dojde ke zvýšení koncentrace valenčních elektronů (VEC) prvku a ten se formálně posouvá v periodické soustavě prvků doprava. Obecně platí, že vzniklý anion nedosahuje elektronového oktetu, což kompenzuje tvorbou vazby kov–kov. Struktury lze popsat pravidlem 8-N, kde N je počet valenčních elektronů z VEC a proto jsou podobné strukturám odpovídajících prvků. Vzniklé polyanionty mohou být lineární (1D), planární (2D) i trojrozměrné (3D). Ale mohou tvořit i izolované molekulární ionty, např. Si 4-
4  tetraedr v KSi.

### Zintlovy ionty
Zintlovy fáze, obsahující polyanionty podobné molekulám, jsou často rozpustné v kapalném amoniaku, ethylendiaminu, crown-etherech nebo kryptandech. Proto se označují jako Zintlovy ionty. Zatímco polymerní sítě jsou typické pro anionty bohaté na elektrony, izolované molekuly jsou běžné pro elektronově chudší ionty. Tyto struktury neodpovídají strukturám prvků, ale tvoří klastry podle pravidel teorie PSEPT.

## Příklady
V tabulce jsou uvedeny příklady z publikace z roku 1973.
| Kation/Anion skupina | III                                                                              | IV                                                                                                 | V                                                                    | VI                       | VII              |
| -------------------- | -------------------------------------------------------------------------------- | -------------------------------------------------------------------------------------------------- | -------------------------------------------------------------------- | ------------------------ | ---------------- |
| Li                   | Li3Al Li9Al4 LiGa LiIn LiTl                                                      | Li22Si5 Li7Si2 Li22Ge5 Li9Ge4 Li22Sn5 Li2Sn5                                                       | Li3P LiP Li3P7 LiP4 LiP5 LiP7 LiP15 Li3As LiAs Li3Sb Li3Bi LiBi      | Li2S Li2Se Li2Te         | LiCl LiBr LiI    |
| Na                   | NaGa4 NaIn Na2Tl (polyanion je tetraedrický Tl 8- 4 ) NaTl                       | NaSi (polyanion je tetraedrický Si 4- 4 ) NaxSi136 (x ≤ 11) Na8Si NaGe Na15Pb4 Na13Pb5 Na9Pb4 NaPb | Na3P NaP Na3P7 Na3P11 NaP7 NaP15 Na3As Na3Sb NaSb Na3Bi NaBi         | Na2S Na2Se Na2Se2 Na2Te  | NaCl NaBr NaI    |
| K                    | KIn4                                                                             | K12Si17 K8Si46 K8Ge46 K8Sn46 KPb KPb2                                                              | K3P KP K4P6 K3P7 K3P11 KP15 K3As K3Sb KBi2                           | K2S K2S2 K2Se K2Se2 K2Te | KCl KBr KI       |
| Rb                   | RbIn4                                                                            | RbSi RbGe RbSn RbPb                                                                                | Rb4P6 Rb3P7 Rb3P11 RbP7 RbP11 RbP15 Rb3As Rb3Bi RbBi2                | Rb2S                     | RbCl RbBr RbI    |
| Cs                   |                                                                                  | CsSi CsGe CsSn CsPb                                                                                | Cs2P4 Cs4P6 Cs3P7 Cs3P11 CsP7 CsP11 CsP15 Cs3Sb Cs3Bi CsBi2 Cs2NaAs7 |                          | CsCl CsBr CsI    |
| Mg                   | Mg17Al12 Mg5Ga2 Mg2Ga MgGa MgGa2 Mg2Ga5 Mg3In Mg5In2 Mg2In MgIn MgIn5 Mg2Tl MgTl | Mg2Si Mg2Ge Mg2Sn Mg2Pb                                                                            | Mg3P2 Mg3As2 Mg3Sb2 Mg3Bi2                                           | MgS MgSe MgTe MgTe2      | MgCl2 MgBr2 MgI2 |
| Ca                   | CaAl2 CaAl4 CaGa CaGa2 CaGa4 CaIn CaIn2 CaTl CaTl3                               | CaSi CaSi2 Ca7Ge Ca2Ge CaGe2 Ca3Sn Ca2Sn CaSn CaSn3 Ca3Pb Ca2Pb Ca5Pb3                             |                                                                      | CaS CaSe CaTe            | CaCl2 CaBr2 CaI2 |
| Sr                   | SrAl2 SrGa2 SrGa4 SrIn2 SrTl SrTl2 SrTl3                                         | Sr5Si3 SrSi Sr4Si7 SrSi2 Sr3Ge4 SrGe2 SrSn SrPb3                                                   | Sr3P2 Sr3P14 SrBi3                                                   | SrS SrSe SrTe            | SrCl2 SrBr2 SrI2 |
| Ba                   | BaAl4 BaGa2 BaGa4 BaIn2 BaIn4 BaTl2                                              | Ba5Si3 BaSi Ba3Si4 BaSi2 Ba2Ge BaGe BaGe2 BaSn Ba5Pb3 BaPb BaPb3                                   | Ba3P2 BaP3 BaBi3                                                     | BaS BaS3 BaSe BaTe       | BaCl2 BaBr2 BaI2 |

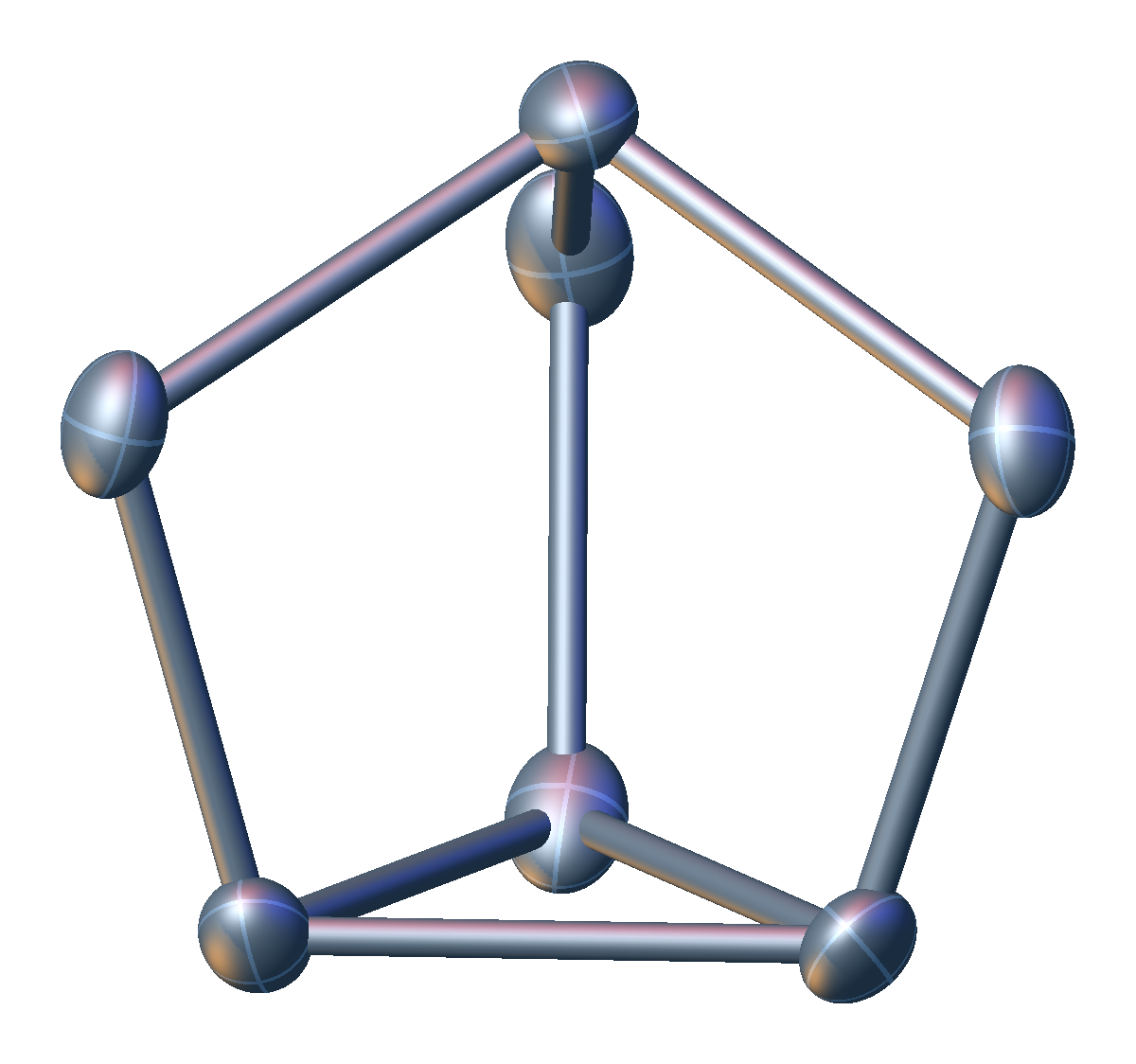
Struktura aniontu [As_{7}^{3−} v Cs_{2}NaAs_{7}.

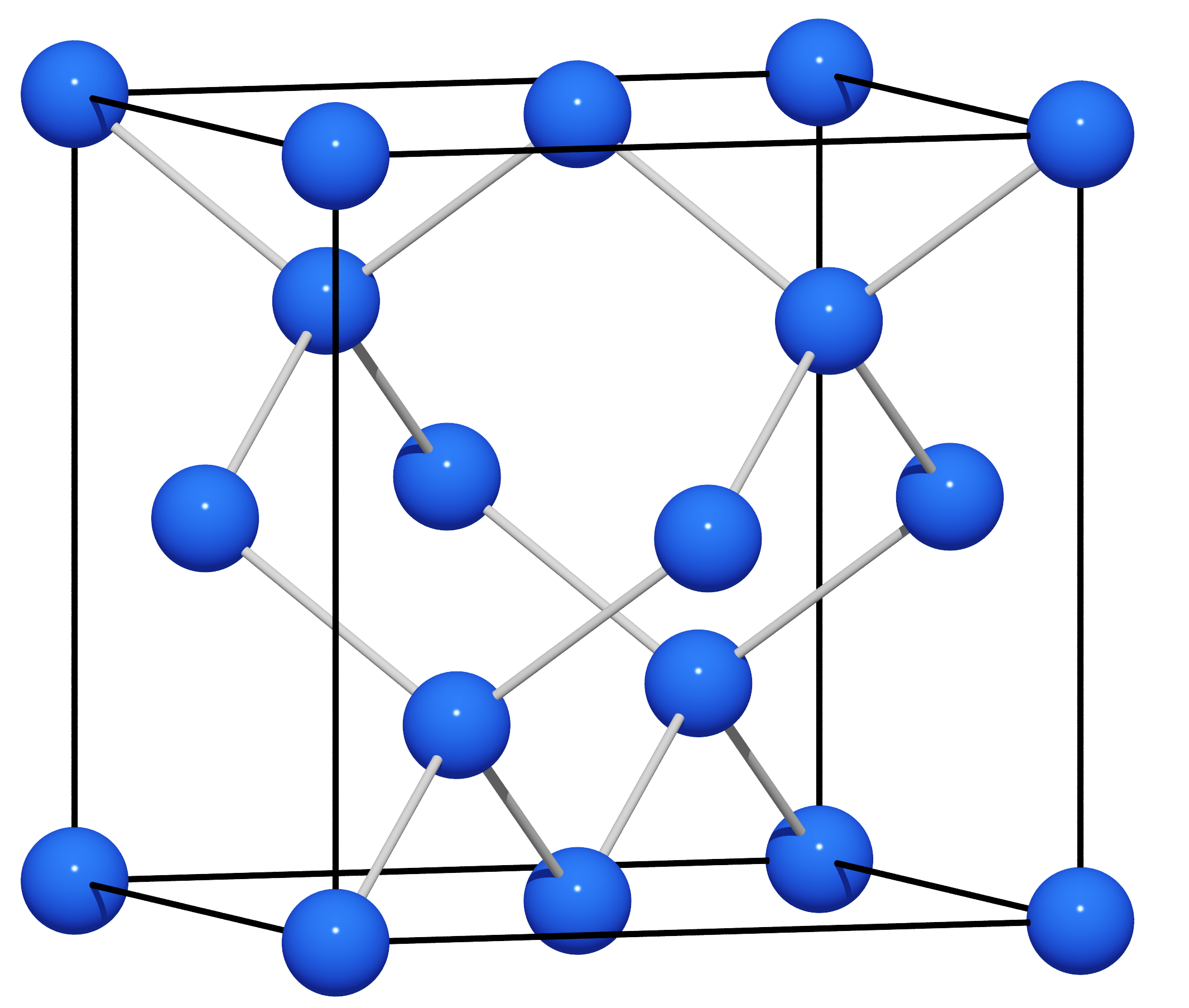
Diamantová mřížka aniontů Tl^{−} v NaTl.

- NaTl obsahuje polyanion (—Tl−—)n, který má strukturu diamantu. Kationty Na+ jsou umístěny mezi anionty.
- NaSi: anion Si 4-
4  má tetraedrickou strukturu, podobně jako bílý fosfor, tzn. Si− ~ P.
- Na2Tl: anion Tl 8-
4  má také tetraedrickou strukturu, podobně jako bílý fosfor, tzn. Tl2− ~ P.
- Cs2NaAs7: trianion má strukturu P4S3, tzn. As− ~ S.
- K12Si17: tato sloučenina má dva typy aniontů, Si 4-
4 , tvar je odvozen od P4. Druhým aniontem je Si 4-
9 , tomu odpovídá (v souhlasu s teorií PSEPT) odpovídá tvar čtvercového antiprizmatu doplněného o dva vrcholy.

## Hydridy
Zintlovy fáze mohou pohlcovat do své struktury vodík. Tyto hydridy mohou vznikat buď přímou syntézou z prvků nebo hydridů prvků ve vodíkové atmosféře nebo hydrogenací výchozích Zintlových fází. Protože má vodík srovnatelnou elektronegativitu s kovy z p-bloku, je začleněn do struktury polyaniontu. Může buď v monoatomické formě obsadit intersticiální pozice nebo se kovalentně vázat k polyaniontu.